# The Furies (2019)
The Furies ist ein australischer Splatter- bzw. Slasher-Film von Tony D’Aquino aus dem Jahr 2019.

## Handlung
Nach einem Streit mit ihrer besten Freundin Maddie wird Kayla entführt. Sie findet sich alleine in einer Kiste im australischen Outback wieder. Die Kiste ist mit dem Wort „Beauty“ beschriftet. Ihr kommen zwei andere entführte Frauen zu Hilfe, jedoch wütet auch ein maskierter Mörder, welcher eine der Frauen brutal ermordet. Als Kayla die Grenze des Areals erreicht, tötet ein maskierter Mörder einen anderen Mörder. Auch die Mörder entsteigen Kisten, welche jedoch mit „Beast“ beschriftet sind.
In einer verlassenen Waldsiedlung freundet sie sich mit dem Mädchen Rose an. Sie finden heraus, dass jeder Tod eines Mädchens auch den Kopf eines Beasts explodieren lässt. Kayla geht ihren inneren Visionen nach und pult ein Auge eines Opfer heraus. Hier erkennt sie Implantate, mit der die unbekannten Entführer durch sie sehen können. In einer verlassenen Goldmine findet Kayla ihre Freundin Maddie wieder. Bei einem Angriff wird jene aber durch Rose ermordet, da dies den Mörder unschädlich macht. Entsetzt flüchtet Kayle alleine an die Grenze und pult sich ihr eigenes Auge mit dem Implantat heraus. Sie gilt nun als tot und kann unbehelligt fliehen.
In einer Villa erscheint sie als Rächerin. Einen Nutzer des Mörderspiels, der das ganze mit einem Virtual-Reality-Headset verfolgt hat, ermordet sie schließlich mit einem Messer.

## Kritik
Das Horrorfilm-Portal Filmchecker widmet dem Film eine ausführliche Analyse und geht sowohl auf die Festivalfassung als auch auf die weniger blutigen „Kaufhaus“-Fassungen ein. Vorgeblich werde in dem Film der Kampf zwischen den Geschlechtern zum Thema gemacht. „Doch die Story ist nebensächlich. Stattdessen rückt Regie-Newcomer Tony D’Aquino lieber Spezialeffekte in den Mittelpunkt. Blut, Gematsche und jede Menge Leichen“ und fährt fort: „Die Spezialeffekte sind erste Sahne und zeigen mal wieder eindrucksvoll zu was talentierte Maskenbildner und Effektekünstler in der Lage sein können. Gesichter werden gespalten, Augen aus Augenhöhlen gezogen und Köpfe gespalten [...]. Leider ist die schonungslose Detailgenauigkeit von Gewalt auch schon der einzige Punkt mit dem The Furies glänzen kann. Der Rest ist Slasher-Standard.“

## Veröffentlichungen
Die Uraufführung fand am 12. April 2019 in Brüssel während des International Fantastic Film Festivals statt. Es folgten das Edinburgh International Film Festival am 22. Juni 2019 und am 25. August 2019 das Frightfest in Großbritannien. Die erste DVD wurde am 3. September 2019 in Frankreich veröffentlicht. Die Deutschlandpremiere war am 6. September 2019 auf dem Fantasy Filmfest. Die DVD- und Blu-Ray kamen am 31. Januar 2020 in den Handel.